# Kościół św. Mikołaja w Rohatynie
Kościół św. Mikołaja w Rohatynie – kościół w Rohatynie z XVI wieku. 

## Historia

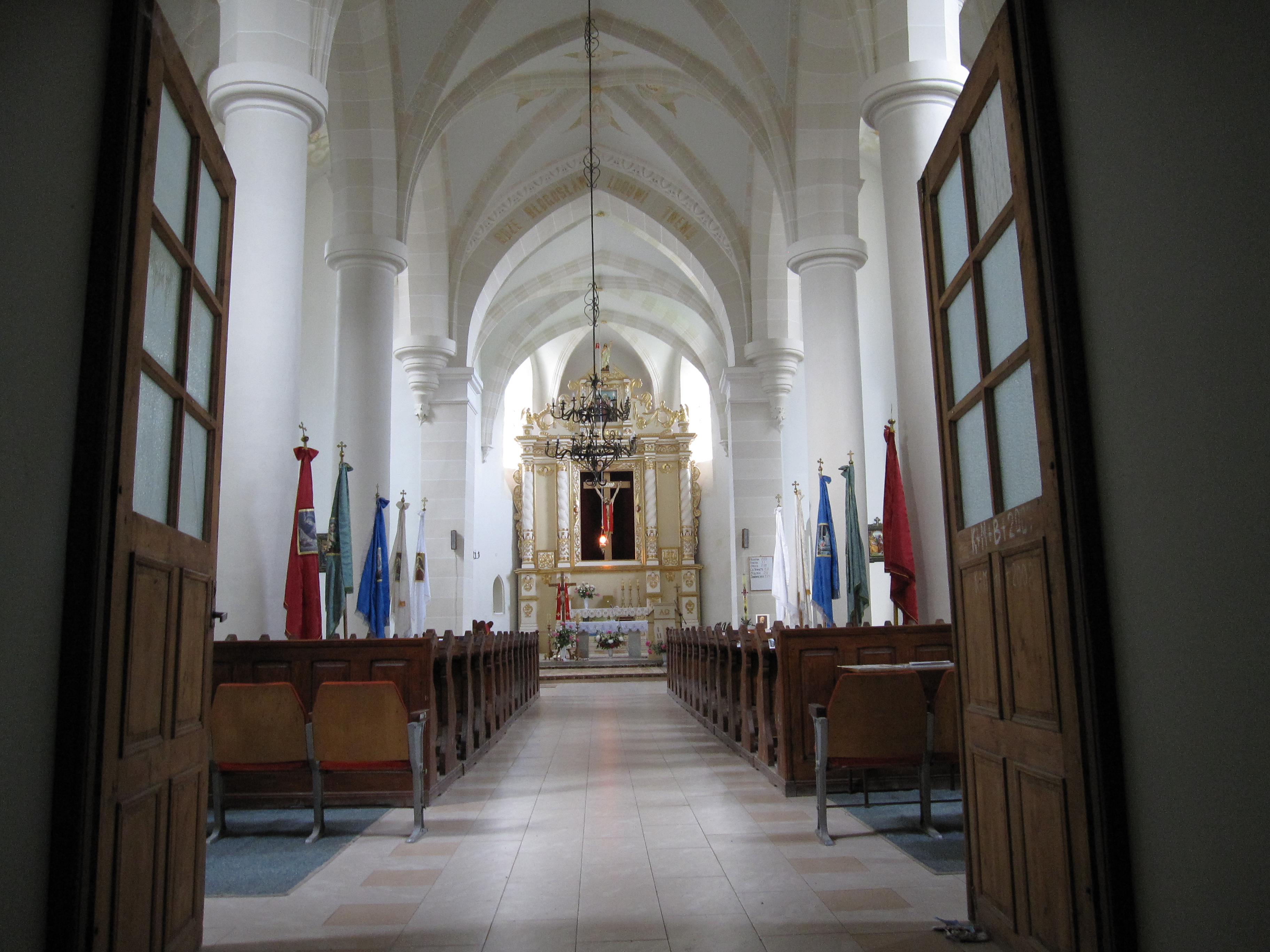
Wnętrze (2009)

Kościół powstał w XVI wieku, w zależności od źródeł za datę ukończenia świątyni podaje się rok 1538 (data budowy kamiennego kościoła na miejscu drewnianego) lub 1666 (ponowna konsekracja kościoła po naprawie zniszczeń dokonanych przez Kozaków). Wybudowano go na miejscu starszej, drewnianej świątyni. W 1866 roku podjęto się prac nad rekonstrukcją obiektu. W 1935 przeprowadzono rewitalizację kościoła, jednak ucierpiał on podczas II wojny światowej. Kolejna rekonstrukcja została przepro wadzona w 1974 roku. W 1999 roku kościół został oddany Kościołowi katolickiemu. Przy kościele i w okolicznych wioskach posługę pełnią od 1995 r. siostry prezentki.

## Architektura
Budynek ma charakter obronny. Na wysokiej dzwonnicy znajdują się otwory strzelnicze (zob. ambrazura). Kościół łączy w sobie styl gotycki z renesansowym, a dekoracje okien na fasadzie wykonano w stylu barokowym.